# Giuseppe Brumatti
Giuseppe Brumatti, detto Pino (Gorizia, 19 novembre 1948 – Gorizia, 21 gennaio 2011), è stato un cestista e dirigente sportivo italiano.
Negli anni settanta è stato uno dei giocatori simbolo dell'Olimpia Milano, squadra con cui ha vinto lo scudetto nella stagione 1971-72.

## Carriera
Guardia tiratrice dalle spiccate propensioni offensive, per 11 anni ha giocato con l'Olimpia Milano. Poi è passato all'Auxilium Torino e alla Pallacanestro Reggiana dove ha trovato un altro grande degli anni settanta, Bob Morse. Ha chiuso la carriera nella Mens Sana Basket e si è ritirato dal basket professionistico nel 1990. Dal 1992 al 1994 è stato direttore sportivo della Polisportiva Libertas Livorno (Baker). Dal 2007 è stato direttore sportivo della Nuova Pallacanestro Gorizia. Con la nazionale italiana di pallacanestro ha all'attivo 102 presenze e 570 punti.
È scomparso nel 2011 all'età di 62 anni.

## Hall of Fame
Dal 5 gennaio 2010 è entrato a far parte dell'Italia Basket Hall of Fame.

## Statistiche
Statistiche aggiornate al 19 febbraio 2009
| Stagione        | Squadra               | Competizione | Partite | Partite | Partite | Statistiche tiro | Statistiche tiro | Statistiche tiro | Altre statistiche | Altre statistiche | Altre statistiche | Altre statistiche | Altre statistiche |
| Stagione        | Squadra               | Competizione | Pres.   | Titol.  | Minuti  | Tiri da 2        | Tiri da 3        | Liberi           | Rimb.             | Assist            | Rubate            | Stopp.            | Punti             |
| --------------- | --------------------- | ------------ | ------- | ------- | ------- | ---------------- | ---------------- | ---------------- | ----------------- | ----------------- | ----------------- | ----------------- | ----------------- |
| 1967-1968       | Simmenthal Milano     | Serie A      | 22      |         |         |                  |                  |                  |                   |                   |                   |                   | 155               |
| 1968-1969       | Simmenthal Milano     | Serie A      | 22      |         |         |                  |                  |                  |                   |                   |                   |                   | 266               |
| 1969-1970       | Simmenthal Milano     | Serie A      | 22      |         |         |                  |                  |                  |                   |                   |                   |                   | 246               |
| 1970-1971       | Simmenthal Milano     | Serie A      | 23      |         |         |                  |                  |                  |                   |                   |                   |                   | 221               |
| 1971-1972       | Simmenthal Milano     | Serie A      | 21      |         |         |                  |                  |                  |                   |                   |                   |                   | 261               |
| 1972-1973       | Simmenthal Milano     | Serie A      | 27      |         |         |                  |                  |                  |                   |                   |                   |                   | 406               |
| 1973-1974       | Innocenti Milano      | Serie A      | 20      |         |         |                  |                  |                  |                   |                   |                   |                   | 254               |
| 1974-1975       | Innocenti Milano      | Serie A1     | 30      |         |         |                  |                  |                  |                   |                   |                   |                   | 550               |
| 1975-1976       | Cinzano Milano        | Serie A1     | 35      |         |         | 306/558          |                  | 113/135          | 152               | 39                | 62                |                   | 725               |
| 1976-1977       | Cinzano Milano        | Serie A2     | 29      |         |         | 204/355          |                  | 99/114           | 81                | 34                | 64                | 5                 | 507               |
| 1977-1978       | Chinamartini Torino   | Serie A2     | 31      |         |         | 238/398          |                  | 96/122           | 78                | 26                | 49                | 7                 | 572               |
| 1978-1979       | Chinamartini Torino   | Serie A1     | 26      |         | 854     | 173/314          |                  | 71/88            | 45                | 22                | 45                | 2                 | 417               |
| 1979-1980       | Grimaldi Torino       | Serie A1     | 30      |         | 1068    | 217/416          |                  | 124/149          | 72                | 28                | 54                | 2                 | 558               |
| 1980-1981       | Grimaldi Torino       | Serie A1     | 38      |         | 1277    | 275/520          |                  | 142/173          | 130               | 33                | 60                | 2                 | 692               |
| 1981-1982       | Berloni Torino        | Serie A1     | 37      |         | 1082    | 256/443          |                  | 94/119           | 59                | 37                | 58                | 3                 | 606               |
| 1982-1983       | Berloni Torino        | Serie A1     | 34      |         | 980     | 203/383          |                  | 88/115           | 61                | 29                | 55                | 2                 | 494               |
| 1983-1984       | Riunite Reggio Emilia | Serie A2     | 32      |         | 1111    | 230/414          |                  | 88/111           | 83                | 35                | 54                | 2                 | 548               |
| 1984-1985       | Riunite Reggio Emilia | Serie A1     | 30      | 29      | 967     | 136/253          | 1/8              | 71/85            | 63                | 39                | 36                | 3                 | 346               |
| 1985-1986       | Riunite Reggio Emilia | Serie A1     | 32      | 23      | 1083    | 173/308          | 5/17             | 64/74            | 62                | 40                | 38                | 0                 | 425               |
| 1986-1987       | Riunite Reggio Emilia | Serie A1     | 37      | 3       | 625     | 88/168           | 15/41            | 51/63            | 31                | 25                | 18                | 2                 | 272               |
| 1987-1988       | Glaxo Verona          | Serie B1     |         |         |         |                  |                  |                  |                   |                   |                   |                   |                   |
| 1988-1989       | Glaxo Verona          | Serie A2     | 36      | 5       | 553     | 91/162           | 5/11             | 37/46            | 34                | 10                | 21                | 0                 | 234               |
| 1989-1990       | Mens Sana Siena       | Serie B1     |         |         |         |                  |                  |                  |                   |                   |                   |                   |                   |
| Totale carriera |                       |              |         |         |         |                  |                  |                  |                   |                   |                   |                   |                   |

## Palmarès
- Campionato italiano: 1

Olimpia Milano: 1971-72
- Coppa Italia: 1

Olimpia Milano: 1972
- Coppa delle Coppe: 3

Olimpia Milano: 1970-71, 1971-72, 1975-76
- Promozione in Serie A2:1

Mens Sana Siena: 1989-90